# دنیس لاپاچینسکی
دنیس لاپاچینسکی (انگلیسی: Denis Lapaczinski؛ زادهٔ ۲۶ سپتامبر ۱۹۸۱) بازیکن فوتبال اهل آلمان است.
از باشگاه‌هایی که در آن بازی کرده‌است می‌توان به باشگاه فوتبال هرتابرلین، باشگاه فوتبال هانزا روستوک، و باشگاه فوتبال هوفنهایم اشاره کرد.
وی همچنین در تیم ملی فوتبال زیر ۲۱ سال آلمان بازی کرده‌است.